# Kevin Kollár
Kevin Kollár (ur. 2 października 2002 w Levicach) – słowacki futsalista, zawodnik z pola, młodzieżowy reprezentant Słowacji, uczestnik Letnich Igrzysk Olimpijskich Młodzieży 2018, w których ze swoją drużyną zajął siódme miejsce, obecnie zawodnik BSF ABJ Powiat Bochnia. 
Karierę rozpoczynał w barwach klubu Futsal Team Levice, w barwach którego w sezonie 2018/2019 zadebiutował w Varta Futsal Lidze – najwyższej klasie rozgrywkowej na Słowacji, zajmując w tym sezonie ze swoim klubem siódme miejsce w rozgrywkach. W kolejnym sezonie reprezentował barwy zespołu MIBA Banská Bystrica, z którym zdobył brązowy medal Mistrzostw Słowacji, zajmując trzecie miejsce w rozgrywkach ligowych. Został on wybrany futsalowym talentem roku 2019 w swoim kraju. Przed sezonem 2020/2021 został zawodnikiem występującego w ekstraklasie klubu Red Devils Chojnice. W lipcu 2022 roku zmienił klub na BSF Bochnia.